# Lesotho op de Gemenebestspelen

Vlag van Lesotho

Lesotho is een van de landen die deelneemt aan de Gemenebestspelen (of Commonwealth Games). Sinds 1974 heeft Lesotho twaalfmaal deelgenomen. In totaal over deze twaalf edities won Lesotho drie medailles.

## Medailles
| Lesotho op de Gemenebestspelen | Lesotho op de Gemenebestspelen | Lesotho op de Gemenebestspelen | Lesotho op de Gemenebestspelen | Lesotho op de Gemenebestspelen | Lesotho op de Gemenebestspelen |
| ------------------------------ | ------------------------------ | ------------------------------ | ------------------------------ | ------------------------------ | ------------------------------ |
| Jaar                           | Goud                           | Zilver                         | Brons                          | Totaal                         | Rang                           |
| 1974                           | -                              | -                              | -                              | -                              | /                              |
| 1978                           | -                              | -                              | -                              | -                              | /                              |
| 1986                           | -                              | -                              | -                              | -                              | /                              |
| 1990                           | -                              | -                              | -                              | -                              | /                              |
| 1994                           | -                              | -                              | -                              | -                              | /                              |
| 1998                           | 1                              | -                              | -                              | 1                              | 23                             |
| 2002                           | -                              | -                              | 1                              | 1                              | 33                             |
| 2006                           | -                              | 1                              | -                              | 1                              | 30                             |
| 2010                           | -                              | -                              | -                              | -                              | /                              |
| 2014                           | -                              | -                              | -                              | -                              | /                              |
| 2018                           | -                              | -                              | -                              | -                              | /                              |
| 2022                           | -                              | -                              | -                              | -                              | /                              |